# Triatominae
Triatominae су потпородица инсеката из породице  Reduviidae из реда риличара. Такође су познате као бубе које се љубе (такозване због њихове навике да се хране из уста људи). Други локални називи за њих који се користе у Латинској Америци су  Vinchuca (од Еквадора до Патагоније), Chipo (Венецуела), Chinchorro (Колумбија) Chirimacha (Перу), Chinche (Мексико и Панама) и Barbeiro (Бразил).
Отприлике 130 врста које чине ову потпородицу су све хематофаги, односно хране се крвљу кичмењака. Изузетно, неке врсте Тriatominae се хране другим бескичмењацима. Већина је распрострањена широм Америке, са неколико врста присутних у Азији, Африци и Аустралији. Ови инсекти углавном коегзистирају са кичмењацима који се гнезде из којих сисају крв. Све врсте Тriatominae су потенцијални вектори Шагасове болести оне врсте (као што су Triatoma infestans  и Rhodnius prolixus ) које су се прилагодиле животу са људима сматрају се „важним векторима“ паразита одговорног за ову болест, Trypanosoma cruzi. Понекад се мешају са другим стеницама, што изазива неосновану панику.

## Откриће
Почетком 19. века, Чарлс Дарвин је направио један од првих извештаја о постојању Тriatominae у Америци у свом часопису, опште познатом као Путовање Бигла. Следи извод из онога што је написао 25. марта 1835:
„Прешли смо Лујан, реку велике величине, иако је њен ток према обалама мора мало познат: двоструко је сумњиво како, прелазећи преко две равнице, не испари и не изгуби се. Спавали смо у град Лујан, који је мало место окружено баштама, и чини најјужнији округ у провинцији Мендоза, удаљен је пет лига јужно од престонице. Ноћу сам доживео напад (не заслужује мање име) љубљења бубице, својеврсни Reduviidae, велика црна буба Pampas. Најнеугодније је осетити ове инсекте без крила, дугачке око центиметар, како пузе по телу. Пре сисања остају нешто мршаве, али касније постају округле и отечене од крви и у том стању се могу лако згњечити. Један од оних које сам однео у Икито (доступни су и у Чилеу и Перуу) био је веома празан. Када се постави на даску, и даље окружен људима, ако се покаже прстом, полетни инсект је одмах испружио свој сисајући апарат, напао, и ако је дозвољено, сисао крв. Рана није изазвала бол. Било је занимљиво видети његово тело током чина сисања, пошто се за мање од 10 минута променило из равног као обланда у облик кугле. Овај банкет, коју је буба која се љубила дуговала једном од официра, држала је пуна четири месеца; али у ноћи две недеље била је скоро спремна да поново уједе“.
Било је знатних медицинских спекулација о могућности да је Дарвинов контакт са Тriatominae  у Аргентини био повезан са његовим каснијим релапсима у дуготрајну болест.

### Откриће везе Тriatominae  са Шагасовом болешћу
Године 1909. бразилски лекар Карлос Шагас открио је да су ови инсекти одговорни за преношење T. cruzi на многе његове пацијенте у Ласансу, граду који се налази на обалама реке Сао Франциско у Минас Жераису (Бразил). Јадници који су ту живели жалили су се на неке инсекте које су звали „barbeiros” и то ноћу. Шагас је своја прва запажања изразио речима:
„Познавајући домаће навике инсеката и његову бројност у свим насељима региона, одмах смо стали, заинтересовани да откријемо тачну биологију barbeirа и преношење неког паразита на човека или другог кичмењака."
На однос између паразита, вектора и симптоматологије тадашња научна заједница је гледала са скептицизмом. Међутим, Аргентинац Салвадор Маза је преузео студије Шагаса, потврдио његова запажања у ендемским заједницама у Аргентини и покренуо глобалну научну кампању ширења болести. Проучавање Тriatominae је тада постало релевантно као проблем јавног здравља.
Бразилац Херман Лент,  који је био ученик Карлоса Чагаса, посветио се истраживању Тriatominae и заједно са Питером Вигоџинским направио преглед Тriatominae који је објављен у Билтену Америчког музеја природне историје (Њујорк, 163 ( 3):125-520, слике 1-320), зборник четрдесетогодишњих студија о Тriatominae  до 1979. године .
Идеја коју су предложили Шагас, Маза и Лент о побољшању услова становања као мера контроле Тriatominae и данас је основни принцип у борби против Шагасове болест. Овом принципу се додаје и потреба за променом модела економског развоја који се спроводи у руралним срединама, што изазива снажан утицај на посредовање људског дома, а самим тим и притисак на различите врсте Тriatominae да напусте своје природно станиште.
Иако данас улога Тriatominae као вектора Шагасове болести није спорна међу научном заједницом, још увек висок проценат популација погођених овом болешћу игнорише везу ових инсеката са Шагасовом болешћу. Ова ситуација показује потребу за даљим развојем латиноамеричких система јавног образовања.

## Биолошки циклус
Тriatominae развијају непотпуну метаморфозу, односно хемиметаболни су. Јаја, обично бела, разликују се по облику и величини у зависности од врсте; код  R. prolixus су дугачке 2 мм и широке 0,8 мм и код  T. infestans су између 2 и 3 пута већи. Женка полаже око 10 јаја недељно и ова се излегу после отприлике две недеље. Нимфа првог степена, која подсећа на одраслу особу, излеже се из јајета и пролази сукцесивно кроз фазе 2, 3, 4 и 5. Коначно, пети степен постаје одрасла особа, добијајући два пара крила. Фазе нимфе трају неколико недеља, па чак и месеци у зависности од њихове исхране и врсте. Фазе 1, 2 и 3 могу се лињати са пуним крвним оброком, али стадијуми 4 и 5 обично захтевају више од једног храњења да би се лињали. Одрасли могу да живе неколико месеци, па чак и више од годину дана.
Биолошки циклус је посебно кратак код R. prolixus јер се може завршити, од јајета до одрасле особе, за мање од пола године под оптималним условима влажности, температуре, простора и храњења. Ово је један од разлога зашто је R. prolixus високо цењена као модел за различите физиологије и студије понашања. Одржавање других врста, као што су P. geniculatus y T. dimidiata, у лабораторији захтева већу пажњу.

## Морфологија и функција

### Антене
Триатомини имају антене са четири сегмента на обе стране главе и испред очију. Први базални или скепчасти сегмент је причвршћен за главу, а затим следи педицел и флагелум састављен од два подсегмента: дисталног флагелума и проксималног флагелума. Ова последња два се такође називају флагеломери и садрже већину сензорних длачица (или других кутикуларних структура) које садрже хемијске, термичке и тактилне сензоре.
Релативна удаљеност између антена и очију омогућава грубу дијагнозу родова Rhodnius, Triatoma и Panstrongylus; ова три рода чине епидемиолошки најзначајније врсте. Код потоњег, Panstrongylus, антене су веома близу очију, код Rhodnius веома удаљене (близу врха главе), а код Triatoma на средини између очију и врха главе. Распрострањеност и обиље длака на антенама је корисно у класификацији Тriatominae.

### Орални апарат
Oрални апарат, такође назван пробосцис или лице, олакшава задатак сисања крви у Тriatominae. Овај додатак за сисање састоји се од сегментиране усне у облику кануа, чије ивице се састају изнад, осим на дну где се налази лабрум, и у којем се налазе други усни органи који су фини и танки (стилети) и чине две максиле и две доње чељусти. Лице триатомина има три сегмента и у тренутку уједа се савија посебно у висини зглоба 2. и 3. сегмента, захваљујући опнастом делу који ту постоји. Мандибуле помажу да се пробије епидермис и максиле продиру у потрази за капиларном посудом. На лицу у положају мировања, готово увек се завршава у простернуму, где се налази простор са малим попречним стријама које чине стридулаторни жлеб.
Лице је уобичајена и прастара особина међу риличарима. Брзи преглед лица може помоћи у разликовању Тriatominae риличара од нехематофагних. Ово је дуго код фитофагних риличара и кратко код предатора (ентомофага) и хематофага, у последњем случају не достиже први пар кокса. Поред тога, код предатора лице је закривљено, док је код хематофагних Тriatominae право, тако да у мировању лежи испод главе у блиском односу са њим.

### Торакс
Од грудног коша одраслих Тriatominae, вреди напоменути да пронотум, подељен на предњи и задњи режањ, може да показује украсе као што су бодље и/или туберкули од таксономског интереса. Такође је приметно да је мезонотум одраслих сведен на скутелум .

### Абдомен
Абдомен одрасле особе састоји се од 11 сегмената. 2. до 8. сегменти су упадљиви код женки, иако код мужјака 8. није видљив. Први сегмент је сакривен код оба пола. Последњи сегменти формирају гениталије оба пола. Везивни, односно део који се граничи са стомаком, показује шару пега која варира у боји и облику у зависности од врсте.
Осим врсте Triatoma espinolai, сви одрасли облици Тriatominae су крилати. Предња крила су хемелитра са тврдим делом (хоријум) и другим опнастим (мембрана). Ова заједничка карактеристика код Риличара и понекад веома упадљива код неких њених чланова, дугује име овом реду. Задња крила која се склапају испод првих су танка и опнаста.
Карактеристике гениталија омогућавају лако разликовање мушкараца од женки. Код мужјака су гениталије заобљене, а код женки троугласте и вире из стомака.

### Нимфе
Како каже Родриго Зеледон, иако Тriatominae нимфе изгледају као мале одрасле особе, оне показују посебне карактеристике:
„Нимфама не само да недостају крила и генитални апарат, већ и оцелуси, скутелум и везивно ткиво. У њима грудни кош има своја три мање-више различита дела (пронотум, месонотум и метанотум), а абдомен има 10 сегмената, иако је ово друго. су веома мали. Карактеристике дорзалног торакса омогућавају да се препозна било који од пет стадијума нимфе, а изглед последњих трбушних сегмената нимфе петог степена омогућава да се одреди будући пол одрасле особе.

## Физиологија

### Визија
Тriatominae имају сложене очи са око 300 оматидија у свакој. То су апозиционе очи са отвореним штапићима или рабдомима (уобичајена карактеристика код Heteroptera), у којима прстен од шест рабдомера из ћелија ретине 1-6 окружује централни пар рабдомера из ћелија ретине 6 и 8. , очи које се преклапају су углавном Најпогоднији систем за ноћне инсекте, очи триатомина имају систем прилагођавања условима осветљења дана који им омогућава да максимизирају количину светлости која доспева до рецептора мрежњаче у условима слабог осветљења.
У условима ниског интензитета осветљења (<0.06 microW/cm²), Тriatominae показују фотофобију према природном светлу и монохроматском светлу са таласним дужинама од 397, 458, 499 и 555 нм . Они су најмање осетљиви на таласне дужине од 357 нм ( ултраљубичасто ) и 621 нм (тамно наранџасто), као и на таласне дужине између 665 и 695 нм (црвени део спектра ).
Тriatominae такође имају пар оцелли (једноставних очију) на потиљку, иза сложених очију. Они показују потпуни развој у одраслом стању. Очели, заједно са сложеним очима, регулишу фототактички одговор , то јест, триатомини препознају амбијентално осветљење и реагују на њега, углавном избегавањем интензивног светла.

### Пљувачне жлезде
Структура пљувачних жлезда је детаљно проучавана код T. infestans. Они се лако могу видети откидањем главе Тriatominae. Сваки инсект има пар ових жлезда, од којих свака садржи три јединице које се разликују по величини, боји и функцији: главну јединицу, додатну јединицу и додатну јединицу. Свака јединица се састоји од једног слоја епителних ћелија које окружују велики централни простор. Заузврат, жлездане јединице су прекривене дебелом базалном ламином која садржи накупине мишићних ћелија. На ћелијској мембрани вире микроресице које повећавају површину секрета према централном простору. Везикуле се повремено виде како вире из микровила. Унутрашњост ћелија пљувачне жлезде садржи обиље ендоплазматског ретикулума и нешто липидних тела.
Главна функција пљувачке Тriatominae је да спречи њихов угриз да произведе знакове упозорења код домаћина и да олакша проток крви у цревима. Опремљен је супстанцама које супротстављају одбрамбеним процесима циркулаторног и имунолошког система жртве уједа. Садржи специјализоване протеине (липокалине и слично) за инхибирање каскаде коагулације, ограничавање активације тромбоцита и спречавање вазоконстрикције. Додатне супстанце служе за ублажавање бола, упале и имунолошког одговора домаћина.

### Дигестивни систем
Триатомини сишу крв кроз пробосцис. Прогутана крв пролази у ждрело, затим у једњак и складишти се у желуцу или промесентерону. Више од 95% симбионта налази се у једњаку и промесентерону. На крају, унос прелази у постмезентерон који се састоји од неке врсте "танког црева". У предњем делу постмезентерона крв пролази кроз процес варења, ау задњем делу процес апсорпције. Коначно, остаци гутања, као и неке симбиотске бактерије и трипаносомални паразити, евакуишу се кроз ректум.
Када је триатомин инфициран протозоом који изазива Шагасову болест, Trypanosoma cruzi, његови епимастиготи се налазе у целом танком цреву, до ректума. Међутим, метациклични трипомастиготи, облици T. cruzi који могу инфицирати домаћина кичмењака, развијају се само у ректуму. Биохемијски састав триатоминског тракта одређује ове фазе развоја.
Већина група инсеката користи серинске протеазе ( трипсин и химотрипсин ) и естеразе као главне дигестивне ензиме, у складу са неутралним или базним PH њиховог дигестивног тракта. Међутим, унутрашњост дигестивног тракта неких инсеката, укључујући риличаре, је кисела и користи другу врсту ензима, цистео и/или аспарто протеазе. У конкретном случају Тriatominae, идентификовано је неколико типова дигестивних ензима: киселе протеазе (катепсини Б, Д и Л), лизозом карбоксипептидаза Б и аминопептидаза.

### Симбиоти
Пошто су Тriatominaeстриктно хематофагни , они не добијају одређене есенцијалне хранљиве материје из крви, па им је потребна помоћ бактерија које делују као симбионти који производе супстанце као што је витамин Б. За разлику од многих хематофагних зглавкара, Тriatominae симбионти нису уграђени у специјализоване ћелије или ткива, већ живе слободно у свом дигестивном тракту, посебно у кардији и желуцу. Штавише, ови организми се преносе с генерације на генерацију када се Тriatominae хране фекалним изметом (копрофагија) или крв присутна у абдомену њихових сродника (канибализам). Чињеница да се ови инсекти окупљају у колоније олакшава развој оваквог понашања.
Прва бактерија идентификована у триатомину била је  Rhodococcus rhodnii у R. prolixus. Након тога, друге врсте актиномицета, углавном из родова Rhodococcus и Nocardia, обе из породице Nocardiaceae, пријављене су у цревима Тriatominae буба. Пронађени су и други родови као што су ordonia, Streptococcus, Staphylococcus, Corynebacterum, Mycobacterium, Pseudomonas и Eschericha.
Одсуство симбионта (апосибиозе) у Тriatominae цреву има неколико штетних ефеката који укључују а) одложен развој малолетника, б) повећан морталитет малолетника, ц) проблеме са варењем крви и дефекације, и д) смањен трахеални систем. Инфекције са трипаносоматидним протозоама Blastocrithidia triatominae (често код  Triatoma) y Trypanosoma rangeli (често код Rhodnius) производе сличне ефекте. Ова појава није примећена код T. cruzi. Трипаносоматиди B. triatominae и T. rangeli ће вероватно десетковати популације симбиотских бактерија, а тиме и њихове користи.
Различите истраживачке групе процењују употребу генетски модификованих симбионта за контролу ових вектора.  Генетски модификоване бактерије би експримовале агенсе способне да инактивирају трипанозоме у Тriatominae цреву. Развој овог пројекта могао би да имплицира ризик од наношења еколошке штете популацији Тriatominae, с обзиром на ефекте које би ови трансгеници могли да изазову када се пусте у ендемске регионе Латинске Америке.

### Хомеостаза и излучивање
Тriatominae узимају крв еквивалентну приближно 10 пута њиховој тежини у прве 3 стадијума нимфе, и између 3 и 4 пута њихове тежине у стадијумима нимфе 4 и 5 и у фази одраслих. Овај прекомерни унос течности имплицира евентуалну физиолошку неравнотежу и рањивост на предаторе. Варење протеина и пурина садржаних у крви доводи до стварања великих количина амонијака, који се, будући да је токсичан, мора брзо трансформисати и коначно излучити.
Суштински орган хомеостазе и екскреторног система триатомина су Малпигијеви судови. Они се састоје од четири танке (30-100 μм) и релативно дугачке (2-100 мм) слепе тубуле уграђене у хемолимфу инсеката које се повезују са ректумом преко ампула. Четири ампуле формирају неку врсту розете око везе мале дигестивне цеви са ректумом. Зид тубула је састављен од слоја ћелија. Свака цев се састоји од два сегмента који се разликују по структури и функцији. Дистални или задњи сегмент је провидан и донекле жућкаст, и узима токсичне супстанце, соли и воду из хемолимфе. Други, проксимални или предњи сегмент (повезан са ректумом) је углавном непрозирне беле боје и укључен је у реапсорпцију соли у хемолимфу. Постоје разлике између типова ћелија сваког сегмента.
Тriatominae  мине бубе претварају амонијак у мокраћну киселину, уобичајена стратегија код копнених зглавкара. Мокраћна киселина је релативно нерастворљива и инертна, тако да се може задржати у облику кристала дуго времена и избацити уз малу потрошњу воде. Синтеза мокраћне киселине се одвија углавном у масним телима и укључује прогресивно додавање амонијака. Пошто молекул мокраћне киселине има само један атом водоника за сваки атом азота, триатомини користе мање воде за своју синтезу. Ова стратегија је згодна јер триатомини могу проћи недељама или чак месецима без снабдевања (крвном) водом. Мокраћна киселина још непознатим путем прелази у Малпигијеви судове и одатле у ректум, одакле се излучује у облику жућкасто-белих дискова.

### Егзокрине жлезде
Тriatominae имају пет различитих парова жлезда, које се, као и друге редувиде, налазе у грудном кошу или абдомену: метастерналне жлезде, Бриндлијеве жлезде, дермалне жлезде (сличне Бриндлијевим жлездама, али мање), вентралне жлезде и Тriatominae жлезде АБС. Највише проучавана су прва два, која производе корисне мирисе и укусе за инсекте.
Бриндлијеве жлезде : Ово су једноставне структуре налик врећама и простиру се дорзално на бочном делу другог трбушног сегмента, иако су метаторакалног порекла, отварајући се у метаторакалном епистернусу непосредно изнад супракоксалног режња епистернуса III. Код врста код којих су ове жлезде описане, није пронађена разлика у величини између мужјака и женки. Они луче изобутерну киселину и друге карбоксилне киселине, као и алкохоле и естре.
Метастерне жлезде : Налазе се у вентралном делу метаторакса, крушколиког су облика и свака има неразгранату цев. Свака цев се увија између метендостернита и метакоксалне шупљине. Ове жлезде немају пигменте или помоћне жлезде. Његов отвор је мали и може се јасно видети у латералном аспекту апофизне шупљине стернума. Метастерналне жлезде су описане код најмање 12 врста Тriatominae. Они су мањи у племену  Rhodniini него у племену Триатомини. Секрет ових жлезда је забележен код Panstrongylus geniculatus као веома испарљива и безбојна супстанца, док је код T. infestans његова боја жућкаста. У метатермалним жлездама Dipetalogaster maxima 3-метил-2-хексанон је идентификован. Метатермалне жлезде женке R. prolixus, T. infestans и T. brasiliensis производе феромон који привлачи мужјаке.

## Епидемиологија
И домаће врсте (које живе у људском дому или перидомицилу) и врсте из џунгле могу пренети паразит Шагасове болести на људе и сисаре; птице су имуне на паразите. Болест се преноси углавном са особе на особу путем триатомина: паразит T. cruzi се преноси од кичмењака до инсекта путем крви, а од инсекта до кичмењака путем фецеса првог, а не путем пљувачке.
Triatominae живе углавном у домовима сиромашних људи, направљеним од рустичних материјала и где је мало хигијене. Присуство Triatominae у кући може се препознати по њиховом фекалном измету, остацима митарења, јајима или по препознавању самих инсеката. Они углавном остављају две врсте фекалија као што су линије на зидовима заражених кућа; неке су беле са мокраћном киселином, друге су тамне (црне) са траговима крви. Белкаста јаја или остаци лињања могу се наћи у пукотинама у зидовима или на поду. Након сисања крви, ове особе се тешко крећу и лако се могу идентификовати.
Колонизација људског станишта од стране врста као што је P. geniculatus, , које су се иначе сматрале „силванима“, показује способност ових врста да се прилагоде неуобичајеном окружењу. Потрага за домаћом нишом од стране врста из џунгле је последица нарушавања њихове нише џунгле (сеча шума, неконтролисани лов на природне домаћине и сл.) што је довело до подривања њихових извора хране. Ове врсте су принуђене да прибегну изворима хране у људском дому, где углавном живе породице са ниским примањима. Ови домови представљају услове који олакшавају колонизацију триатомина, као што је близина домаћих животиња собама и стамбеној инфраструктури, која има пукотине у зидовима и крововима од палми који пружају уточиште за триатомине.

## Понашање

### Навике
Triatominae се агрегирају у склоништима током дана и излазе у потрази за крвљу под покровом ноћу, када домаћин спава и ваздух је хладан. И пет нимфалних фаза и одрасли су хематофаги. Већина врста је повезана са кичмењацима који се гнезде и зову се дивљи триатомини. Они живе у јазбинама испод земље са глодарима или оклопницима, или на дрвећу са слепим мишевима, лењивцима или рабипеладоима. Неколико врста (5%) живи у људским становима или у њиховој околини (перидомициле) са домаћим животињама, познате су као домаће врсте. Многе врсте триатомина из џунгле су у процесу домицилације („полудомаће“).

### Оријентација
Triatominae се крећу из различитих разлога: да пронађу храну, да пронађу партнера, да траже склониште или место за боравак, да побегну од предатора или једноставно да истраже нову територију. И нимфе и одрасли ходају (брзином од 20±15 mm/s)  да би постигли било који од ових циљева, иако повремено и под одређеним околностима неке одрасле особе лете на релативно кратке удаљености. Надамо се да триатомин може добити крвни оброк, склониште или место за боравак чак и ако се пасивно транспортује или случајно стигне на једну од ових дестинација. На пример, R. prolixus може доћи до домаћег станишта тако што се транспортује на палминим листовима који се користе у изградњи сеоских кућа иP. geniculatus, може ући у куће летећи хипнотисани светлошћу која долази из куће усред тропске ноћи. Међутим, шансе за проналажење неког неопходног ресурса биће веће ако инсект користи информације о животној средини које га ефикасно воде до циља.

### Агрегација
Triatominae, ноћних навика, додају се посебно на крају ноћи; Они се углавном враћају у своје уточиште након што су исисали крв и вођени мирисима које су сами тамо одложили. У склоништу добијају пол, заштиту и повољније влажно-температурне услове него напољу, па тамо бораве и током дана; већину времена у стању непокретности. Примећено је да иако је понашање агрегације циклично, изгледа да није ендогено регулисано циркадијалним сатом.

### Комуникација
Позната способност Triatominae да се агрегирају означава присуство комуникацијских механизама који укључују употребу хемијских и механичких рецептора. У потрази за мирисима који посредују у комуникацији код ових инсеката, откривени су мириси које производе различите жлезде. Одрасли триатомини производе непријатан мирис (изобутерну киселину) када су поремећени, што очигледно такође служи као алармни сигнал. Много се спекулисало о функцији изобутерне киселине као агрегације или сексуалног феромона, али нису пронађени експериментални докази. С друге стране, чини се да су неки од мириса које производи метатермална жлезда ових инсеката укључени у њихово сексуално понашање.
Када су триатомини узбуђени, они су такође способни да емитују звук, једва приметан људском уху, трљајући стридулаторни бразд испод главе брзим покретима лица. Можда овај звук има и неку функцију сексуалног препознавања.

### Релевантни стимуланси
И мириси и топлота која излази из домаћина служе као водич за лоцирање домаћина. Мирис у Triatominae био је предмет неколико истраживања. Угљен-диоксид из дисања, као и амонијум, амини и кратколанчане масне киселине које потичу из коже, длаке и егзокриних жлезда кичмењака су међу молекулима који чине мирисе који привлаче триатомске бубе. Визија такође служи у оријентацији ових инсеката. Ноћу одрасле јединке разних врста лете у људске домове привучене светлошћу. Након што стигну до коже домаћина и пре него што је угризу, триатомини користе терморецепторе својих антена да лоцирају крвне судове, што је задатак који захтева прецизност, јер ти судови заузимају мање од 5% коже. 

## Описана племена, родови и број врста
- Alberproseniini
  - Alberprosenia 2 (A. goyovargasi, A. malheiroi)

- Bolboderini
  - Belminus 8 (B. corredori, B. costaricencis, B. ferroae, B. herreri, B. laportei, B. peruvianus, B. pittieri, B. rugulosus)
  - Bolbodera 1 (B. scabrosa)
  - Microtriatoma 2 (M. borbai, M. trinidadensis)
  - Parabelminus 2 (P. carioca, P. yurupucu)

- Cavernicolini
  - Cavernícola 2 (C. lenti, C. pilosa)
  - Torrealbaia 1 (T. martinezi)

- Linshcosteusinii
  - Linshcosteus 6 (L. carnifex, L. chota, L. confumus, L. costalis, L. kali, L. karupus)

- Rhodniini
  - Psammolestes 3 (P. arthuri, P. coreodes, P. tertius)
  - Rhodnius 16 (R. amazonicus, R. brethesi, R. colombiensis, R. dalessandroi, R. domesticus, R. ecuadoriensis, R. milesi, R. nasatus, R. neglectus, R. neivai, R. pallescens, R. paraensis, R. pictipes, R. prolixus, R. robustus, R. stali)

- Triatomini
  - Dipetalogaster 1 (D. maxima)
  - Eratyrus 2 (E. cuspidatus, E. mucronatus)
  - Hermanlentia 1 (H. matsunoi)
  - Meccus 6 (M. bassolsae, M. longipennis, M. mazzottii, M. pallidipennis, M. phyllosomus, M. picturatus)
  - Mepraia 2 (M. gajardoi, M. spinolai)
  - Nesotriatoma 3 (N. bruneri, N. flavida, N. obscura)
  - Panstrongylus 13 (P. chinai, P. diasi, P. geniculatus, P. guentheri, P. howardi, P. humeralis, P. lenti, P. lignarius, P. lutzi, P. megistus, P. rufotuberculatus, P. sherlocki, P. tupynambai)
  - Paratriatoma 1 (P. hirsuta)
  - Triatoma 67 (T. amicitiae, T. arthurneivai, T. baratai, T. barberi, T. bolivari, T. bouvieri, T. brailovskyi, T. brasiliensis, T. breyeri, T. carcavalloi, T. carrioni, T. cavernícola, T. circummaculata, T. costalimai, T. deaneorum, T. delpontei, T. dimidiata, T. dispar, T. eratyrusiformis, T. garciabesi, T. gerstaeckeri, T. gomeznunezi, T. guasayana, T. guazu, T. hegneri, T. incrassate, T. indictiva, T. infestans infestans, T. infestans melanosoma, T. juazeirensis, T. jurbergi, T. klugi, T. lecticularia, T. lenti, T. leopoldi, T. limai, T. maculata, T. matogrossensis, T. melanica, T. melanocephala, T. mexicana, T. migrans, T. neotomae, T. nigromaculata, T. nitida, T. oliveirai, T. patagonica, T. peninsularis, T. petrochiae, T. platensis, T. protracta, T. pseudomaculata, T. pugasi, T. recurva, T. rubida, T. rubrofasciata, T. rubrovaria, T. ryckmani, T. sanguisuga, T. sherlocki, T. sinaloensis, T. sinica, T. sordida, T. tibiamaculata, T. vandae, T. venosa, T. vitticeps, T. williami, T. wygodzinskyi)

### Најважнији вектори
Свих 139 врста Триатоминае потенцијално су способне да пренесу паразит T. cruzi на људе, али следећих пет врста представљају епидемиолошки најважније векторе Шагасове болести:
- Triatoma infestans
- Rhodnius prolixus
- Triatoma dimidiata
- Triatoma brasiliensis
- Panstrongylus megistus

## Институције и лабораторије које проучавајуTriatominae
- Лабораторија за молекуларну биологију протозоа, Институт за тропску медицину, Централни универзитет Венецуеле, Каракас Венецуела
- Лабораторија за сензорну екологију, Венецуелански институт за научна истраживања, Мерида, Венецуела
- Лабораторија за физиологију инсеката, Универзитет у Буенос Ајресу, Аргентина
- Лабораторија за Triatominae и епидемиологију Цхагасове болести, Истраживачки центар Рене Рацхоу-Фиоцруз, Бразил
- Ентомолошка лабораторија „Херман Лент“, Универзитет Лос Андес, Венецуела
- Национална и међународна референтна лабораторија за таксономију Triatominae , ФИОЦРУЗ, Бразил
- ЕЦЛАТ = Латиноамеричка мрежа Европске заједнице за истраживање биологије и контроле Triatominae
- Лабораторија за биохемију инсеката и ентомопатогених гљива, Биохемијски истраживачки институт Ла Плате, Ла Плата, Аргентина

## Видео снимци
- Образовни музички спот о Шагасовој болести
- Експерименти са сервосфером (Servosphere) Фернанда Оталора Луне